# ساندي فيتزباتريك
ساندي فيتزباتريك هو لاعب هوكي الجليد كندي، ولد في 22 ديسمبر 1944 في بيزلي في المملكة المتحدة.

## وصلات خارجية
- ساندي فيتزباتريك على موقع دوري الهوكي الوطني (الإنجليزية)
- ساندي فيتزباتريك على موقع EliteProspects.com (الإنجليزية)
- ساندي فيتزباتريك على موقع HockeyDB.com (الإنجليزية)
- ساندي فيتزباتريك على موقع Hockey-Reference.com (الإنجليزية)